# Kostanay Airport
Kostanay Airport är en flygplats i Kazakstan. Den ligger i den nordvästra delen av landet, 600 km väster om huvudstaden Astana. Kostanay Airport ligger 182 meter över havet.
Terrängen runt Kostanay Airport är platt. Runt Kostanay Airport är det glesbefolkat, med 10 invånare per kvadratkilometer. Närmaste större samhälle är Qostanaj, 5,0 km öster om Kostanay Airport. Omgivningarna runt Kostanay Airport är en mosaik av jordbruksmark och naturlig växtlighet.